# Mikael Löfgren
Pour les articles homonymes, voir Löfgren.
Erik Mikael Löfgren, né le 2 septembre 1969 à Sunne, est un biathlète suédois. Il devient le premier et seul vainqueur suédois de la Coupe du monde en 1993.

## Biographie
Mikael Löfgren est actif dans la Coupe du monde à partir de 1987. En 1988, il participe aux Jeux olympiques de Calgary et obtient son premier top dix en Coupe du monde en fin d'année à Östersund. Aux Championnats du monde 1991, il frôle le podium avec une quatrième place sur l'individuel.
Aux Jeux olympiques d'hiver de 1992, il se retrouve finalement sur le podium, remportant deux médailles de bronze, sur l'individuel et le relais. Après deux autres podiums cet hiver, il occupe le deuxième rang de la Coupe du monde en fin de saison. En 1992-1993, il fait encore mieux, grâce à des résultats réguliers et bien que sans gagner la moindre course individuelle, il remporte en effet le classement général, devenant le premier vainqueur suédois de la Coupe du monde.
À part un podium en 1995, il prolonge sa carrière jusqu'en 1998 sans remporter d'autre succès majeur. Il avait du mal à supporter les méthodes d'entraînement de Pichler, l'entraîneur de l'équipe nationale.
Il devient entraîneur après sa carrière, prenant charge notamment de l'équipe américaine et de l'équipe norvégienne.

## Palmarès

### Jeux olympiques d'hiver
| Épreuve / Édition   | Individuel                          | Sprint | Relais                              |
| ------------------- | ----------------------------------- | ------ | ----------------------------------- |
| JO 1988 Calgary     | 51e                                 | 22e    | 7e                                  |
| JO 1992 Albertville | Médaille de bronze, Jeux olympiques | 20e    | Médaille de bronze, Jeux olympiques |
| JO 1994 Lillehammer | -                                   | -      | 11e                                 |
| JO 1998 Nagano      | 20e                                 | 25e    | 10e                                 |

Légende :
- : troisième place, médaille de bronze
- — : pas de participation à l'épreuve

### Championnats du monde
| Mondiaux \ Épreuve       | individuel | Sprint | Poursuite                        | Relais | Course par équipes |
| Mondiaux 1989 Feistritz  | 16e        | 42e    | Épreuve inexistante à cette date | 8e     | 5e                 |
| Mondiaux 1990 Minsk Oslo | 26e        | 39e    | Épreuve inexistante à cette date | -      | 8e                 |
| 1991 Lahti               | 4e         | 39e    | Épreuve inexistante à cette date | 5e     | 8e                 |
| 1993 Borovets            | 12e        | 14e    | Épreuve inexistante à cette date | 6e     | -                  |
| 1995 Antholz-Anterselva  | 38e        | 22e    | Épreuve inexistante à cette date | 6e     | 9e                 |
| 1996 Ruhpolding          | 53e        | 20e    | Épreuve inexistante à cette date | -      | -                  |
| 1997 Osrblie             | -          | -      | -                                | 11e    | 13e                |

Légende :

 : épreuve inexistante

— : pas de participation à cette épreuve

### Coupe du monde
- Vainqueur du classement général en 1993.
- 6 podiums individuels : 3 deuxièmes places et 3 troisièmes places.
- 2 victoires en relais.

#### Classements annuels
| Année | Classement général final |
| 1988  | 70e                      |
| 1989  | 40e                      |
| 1990  | 41e                      |
| 1991  | 31e                      |
| 1992  | 2e                       |
| 1993  | 1er                      |
| 1994  | 57e                      |
| 1995  | nc                       |
| 1996  | 28e                      |
| 1997  | 36e                      |
| 1998  | 71e                      |